# Sei Balai (plaats)
Sei Balai is een bestuurslaag in het regentschap Batu Bara van de provincie Noord-Sumatra, Indonesië. Sei Balai telt 5404 inwoners (volkstelling 2010).